# Trachylepis comorensis
Trachylepis comorensis este o specie de șopârle din genul Trachylepis, familia Scincidae, descrisă de Peters 1854. A fost clasificată de IUCN ca specie cu risc scăzut. Conform Catalogue of Life specia Trachylepis comorensis nu are subspecii cunoscute.